# 芹沢凜
芹沢 凜（せりざわ りん、2008年〈平成20年〉9月5日 - ）は、日本の女優。大阪府出身。スターダストプロモーション所属。

## 人物
趣味：ネイルをすること
特技：ギター
資格：珠算検定準初段
方言：関西弁

## 出演

### テレビドラマ
- 浦安鉄筋家族（2020年4月10日 - 9月25日、テレビ東京）
- RISKY 第2話（2021年4月1日、MBS） - 広瀬ひなた（中学時代） 役
- 二月の勝者 -絶対合格の教室-（2021年10月16日 - 12月18日、日本テレビ） - 毛利光 役
- 科捜研の女 第16話（2022年3月24日、テレビ朝日） - 坂木麻里菜 役
- 大奥 第3話（2024年2月1日、フジテレビ） - お加代 役
- からかい上手の高木さん（2024年4月2日 - 5月21日、TBS） - 日々野ミナ 役[2]
- おむすび 第1週第5話（2024年10月4日、NHK総合）- 米田歩の友人・夏希 役
- ホットスポット 第2話（2025年1月19日、日本テレビ） - 遠藤清美（27年前） 役[3]

### 映画
- あしやのきゅうしょく（2022年3月4日、アークエンタテインメント）[4]
- カラオケ行こ！（2024年1月12日、KADOKAWA） - 池上 役

### オリジナルビデオ
- リバイスForward 仮面ライダーライブ&エビル&デモンズ（2023年5月10日、東映ビデオ） - 留美 役[5]

### CM
- ムヒ ダストメル（2022年5月9日 - 11月8日、池田模範堂）